# فرد نیوهاوس
فرد نیوهاوس (انگلیسی: Fred Newhouse؛ زادهٔ ۸ نوامبر ۱۹۴۸) دونده اهل ایالات متحده آمریکا بود.
وی در مسابقات کشوری و بین‌المللی در مجموع برندهٔ ۲ مدال طلا، ۲ مدال نقره شده‌است.